# バシーロ・ダボ
バシーロ・ダボ（バシロ・ダボ、Baciro Dabo、1958年3月12日 - 2009年6月5日）は、ギニアビサウの政治家。
ジョアン・ヴィエイラ大統領の盟友であり、内務大臣にあたる地域行政大臣を務めた。ヴィエイラの暗殺後、2009年に実施される大統領選挙に立候補を表明していたが暗殺された。

## 経歴・概要
政界入り以前は、歌手、ジャーナリスト。政界入りして与党ギニア・カーボベルデ独立アフリカ党（PAIGC）の重鎮となり、ジョアン・ヴィエイラ大統領の盟友であった。2005年11月9日、公共秩序担当国務長官に任命される。2006年7月28日ママドゥ・サイコ・ジャロによって解任される。同年11月にヴェエイラ大統領の情報顧問に就任する。
2007年4月中旬、反ヴィエイラの三党連立政権が成立するが、ダボは同政権に内相として入閣した。ダボは反ヴィエイラを標榜する内閣にあって唯一のヴィエイラに近い存在であった。2008年8月9日、カルロス・コレイア内閣が成立し閣外に去る。 2008年総選挙で当選したダボは、2009年1月7日地域行政大臣として政府に復帰する。
2009年3月2日、ヴィエイラは国軍の兵士により暗殺された。前日、バチスタ・ナワイ参謀長が暗殺されたが、ナワイはヴィエイラの政敵であり、ナワイを支持する軍の一派が報復として大統領を殺害した可能性が指摘されている。ヴィエイラ暗殺後、実行犯は全員不起訴となり、6月28日に大統領選挙を実施することが決定した。大統領選挙が決定後、ダボは2009年5月、閣僚を辞すとともにギニア・カーボベルデ独立アフリカ党を離党し、無所属となった。大統領選挙にはダボを含め13人が立候補した。  選挙キャンペーンは6月6日に開始される予定であった。

## 暗殺と死
2009年6月5日の早朝4時頃、ダボは首都ビサウの自宅で軍服を着た暴漢たちに銃で撃たれて死亡した。ダボの支持者によれば、3時30分から4時の間に30名の軍服を着た武装した兵士がダボの自宅を訪問し面会を要求した。暗殺者達はダボと夫人が休んでいる寝室にいく途中、6人の警護員を殺傷し、ダボに数発浴びせ射殺した。AFP通信は、病院関係の情報としてダボは至近距離からAK-47の弾を頭に1発、腹部に3発受けたと伝えた。